# Maomé IV de Granada
Maomé IV de Granada ou ʾAbū ʿadb Allāh Muḥammad bin ʾIsmāʿīl em árabe: أبو عبد الله محمد بن إسماعيل) ou Muhammed IV (1315 — agosto de 1333) foi o rei ou nacérida de rei de Granada entre 1325 e 1333. Subiu ao trono após o assassinato do seu pai Ismail I e foi sucedido pelo seu irmão menor Iúçufe I.

## Biografia
Em 1325, Maomé IV era novo demais para exercer o poder, pelo qual se viu influenciado pela sua corte de ministros e a sua avó paterna Fátima. Entre 1325 e 1329 esteve sob a regência do hájibe Maomé ibne Almaruque, conhecido como "o Queimado".[a] Era um ginete consumado.
Em 1325, o rei de Castela Afonso XI alcançou a sua maioria de idade e tomou o poder, terminando as desordens ocorridas durante a regência. A 25 de agosto de 1330 foi travada a batalha de Teba, junto ao castelo da Estrela, na localidade de malaguenha de Teba. Esta batalha, que se saldou na tomada de Teba pelos castelhanos, foi parte da campanha realizada pelo rei Afonso XI contra o Reino de Granada entre 1312 e 1350. O sultão merínida Abuçaíde Otomão II estava ocupado demais no seu território para iniciar campanhas exteriores. 
Em 1331, o sucessor merínida Alboácem Ali ibne Otomão voltou a retomar os ataques contra os castelhanos; atacou e tomou Algeciras e Gibraltar em 1333. Maomé IV não aproveitou os seus êxitos sobre os castelhanos, e foi assassinado o mesmo ano, sendo sucedido pelo seu irmão menor Iúçufe. Os nobres, ressentidos pela sua aliança com os sultões de Marrocos organizaram o seu assassinato enquanto regressava de Algeciras para Granada. Foi enterrado em Málaga a 25 de agosto de 1333.